# Дача Абеля

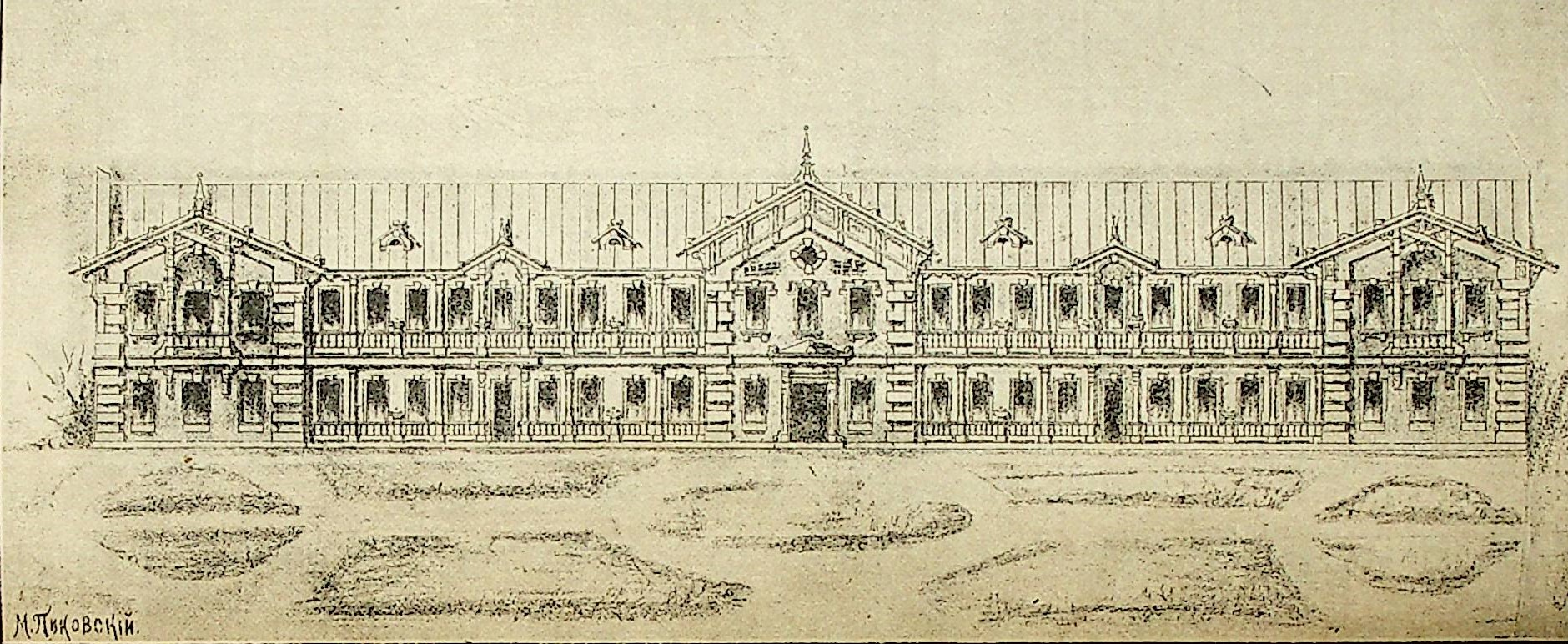
Дача Абеля (Куяльницький лиман) 1896

Дача Абеля — приватний санаторій на узбережжі Куяльницького лиману, заснований між 1892 та 1896 роками. Був зруйнований у XX столітті.

## Опис
Будівля санаторії розташовувалась в першій половині дачного селища Куяльницького лиману за п'ять хвилин ходьби від вокзалу. Лікарською частиною завідував В. І. Абель, який жив при закладі протягом усього літнього сезону. Житлові приміщення дачі складалися з головного корпусу та двох флігелів, які разом уміщали в собі 40 кімнат У буклетах, що випускалися Абелем, наголошувалося на можливості жити на дачі без замовлення медичних послуг.
На карті 1896 року показане розташування дачі Абеля відносно грязелікарні на Куяльницькому лимані.

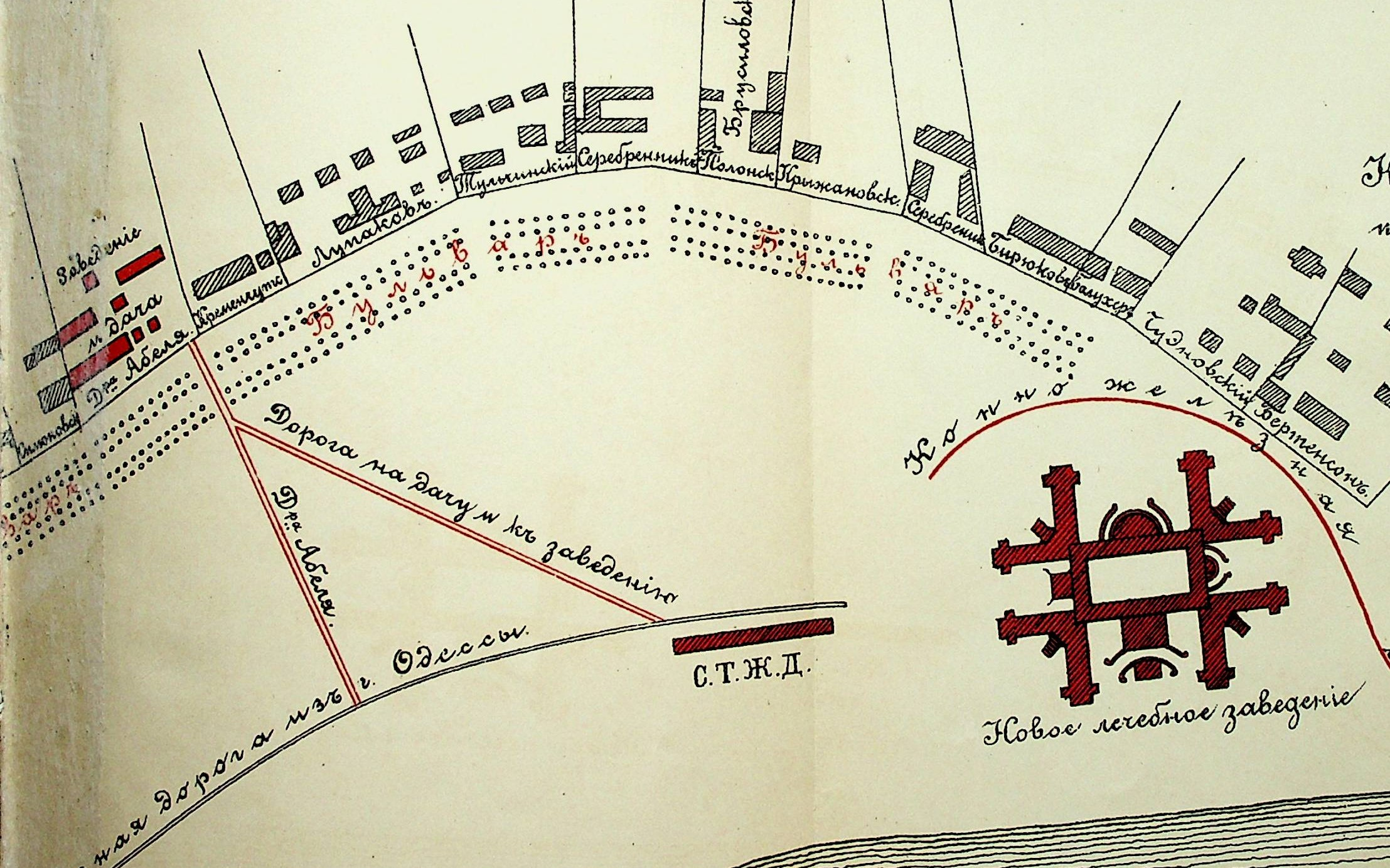
Карта дача Абеля